# Róbert Valenta
Róbert Valenta (Šaľa, 18 gennaio 1990) è un calciatore slovacco, centrocampista del Pata.

## Caratteristiche tecniche
Interno di centrocampo, può giocare anche come laterale destro.